# Daniel Axt
Daniel Axt (Hannover, 19 novembre 1991) è un attore, doppiatore, cantante e conduttore radiofonico tedesco.

## Biografia
Daniel Axt si è avvicinato alla recitazione nel 2006 grazie a un workshop di recitazione organizzato dall'insegnante di Hermann Killmeyer. 
Per tre anni è stato rappresentato da un'agenzia per attori emergenti, prima di passare all'agenzia per artisti FC Norden 02 nel 2009.
Ha debuttato come attore televisivo nel 2007 nella serie krimi.de, dove ha interpretato il ruolo di Luke nel quarto episodio.
Nello stesso anno ha girato il cortometraggio Der Neue e ha assunto il ruolo di Jürgen nel remake del dramma bellico Die Brücke. 
Nel 2008 ha recitato in altri episodi di krimi.de diretti da Stephan Rick. 
Nell'estate del 2009, Walt Disney Germania ha prodotto il musical cinematografico Rock It! con Daniel Axt nel ruolo del protagonista Nick insieme a Emilia Schüle.
Dopo l'inizio del film Rock It!, è stato attivo come cantante nell'omonima band, sciolta ufficialmente nel febbraio del 2011.

## Filmografia
- Rock It! - regia di Mike Marzuk (2010)
- Ferien vom Leben - regia di Sophie Allet-Coche (2017)

### Televisione
- Krimi.de - serie TV (2006)
- Die Brücke - serie TV (2008)
- Polizeiruf 110 - serie TV (2010)
- L'isola di Katharina (Reiff für die Insel) - serie TV (2012)
- Schneeweißchen und Rosenrot - regia di Sebastian Grobler - film TV (2012)
- Ein Fall für die Anrheiner - serie TV (2012)
- Squadra speciale Lipsia (SOKO Leipzig) - serie TV (2013)
- Squadra Speciale Colonia (SOKO Köln) - serie TV (2014)
- Verbotene Liebe - serie TV (2015)
- Hamburg Distretto 21 (Notruf Hafenkante) - serie TV (2017)
- Morden im Norden - serie TV (2018)
- My Life (Rote Rosen) - serie TV (2019)
- SOKO Hamburg - serie TV (2019)
- Squadra Speciale Stoccarda (SOKO Stuttgart) - Serie TV (2020)
- Kommissarin Heller: Panik - regia di Christiane Balthasar - film TV (2021)
- Grani di pepe (Die Pfefferkörner) - serie TV (2021)
- In aller Freundschaft - serie TV (2021)
- Der Zürich-Krimi: Borchert und die Stadt in Angst - regia di Roland Suso Richter - film TV (2024)

## Doppiaggio
- Hiccup Horrendus Haddock III in Dragon Trainer, Dragon Trainer 2, Dragon Trainer - Il mondo nascosto,Dragon Trainer - Rimpatriata
- Alexander Flores in Maze Runner - Il labirinto, Maze Runner - La fuga
- Bradley Smith in The Dark Pictures: Man of Medan
- Philip Ettinger in I pirati della Somalia